# Anteos maerula
Anteos maerula is een vlinder uit de familie van de witjes (Pieridae).
De wetenschappelijke naam van de soort werd in 1775 gepubliceerd door Fabricius.

## Synoniemen
- Papilio ecclipsis Cramer, 1777
- Rhodocera lacordairei Boisduval, 1836
- Rhodocera gueneeana Boisduval, 1836